# Karl Ledderhose
Karl Ledderhose (* 1821; † 1. Januar oder 2. Januar 1899 in Straßburg) war ein kurhessischer, preußischer und elsässischer Verwaltungsbeamter und Politiker.

## Leben
Ledderhose war seit 1843 im kurhessischen Justiz- und seit 1861 im Verwaltungsdienst tätig. 1862 war er Vortragender Rat im kurhessischen Finanzministerium und 1865 kurzzeitig Ministerialvorstand. Ab 1867 arbeitete er als Oberregierungsrat bei der Regierung in Kassel und seit 1872 als Vizepräsident des Oberpräsidiums für Elsass-Lothringen in Straßburg. 1875 wurde er Bezirkspräsident des Unterelsass. Von 1880 bis 1887 wirkte er als Unterstaatssekretär im Ministerium für Elsass-Lothringen und war ab 1873 zugleich Kurator der Universität Straßburg.